# Christine Goitschelová
Christine Bérangerová-Goitschelová (* 9. června 1944, Sallanches) je bývalá francouzská alpská lyžařka. Je starší sestrou alpské lyžařky Marielle Goitschelové a tetou rychlobruslaře Philippe Goitschela. Na olympijských hrách v Innsbrucku roku 1964 vyhrála závod ve slalomu, přičemž její sestra Marielle skončila na druhém místě. Staly se vůbec prvními sestrami na olympijských stupních vítězů ve stejném individuálním závodě. Dva dny poté navíc tento výsledek zopakovaly v obřím slalomu, jen si prohodily pořadí: Christine brala stříbro a Marielle zvítězila. Ve světovém poháru dosáhla jednoho vítězství. Stala se rovněž trojnásobnou mistryní Francie, dvakrát ve slalomu (1962, 1964) a jednou v obřím slalomu (1963). V roce 1966 si zlomila kotník, vynechala domácí zimní olympijské hry 1968 v Grenoblu (kde ve slalomu tentokrát trumfovala její sestra) a záhy poté ukončila sportovní kariéru. Později se provdala za svého trenéra Jeana Bérangera a v roce 1970 si otevřeli lyžařské středisko Val Thorens. Vydávala také několik sportovních časopisů.